# 守望先锋职业系列赛
守望先锋职业系列赛（Overwatch Premier Series，简称：OWPS），是上海暴雪娱乐与香蕉游戏传媒共同推出的游戏赛事，曾是中国大陆最高级别的《守望先锋》职业赛事。现已停办，同级别赛事由中国区“守望先锋挑战者系列赛”取代。

## 赛事类型
- 春季赛
  - 春季赛从3月6日开始，至6月24日结束，共分为海选赛、季前赛、常规赛、季后赛和决赛5个阶段。通过海选的战队将和官方邀请的战队一起参加季前赛。最终前10名将参加常规赛。春季赛常规赛前八晋级季后赛，排名最末2支战队进入夏季赛季前赛，而季后赛8支战队将根据季后赛最终排名获得相应年度总决赛积分。[1]

- 夏季赛
  - 夏季赛包括季前赛、常规赛、节后赛、决赛四个阶段，由春季常规赛第9、10名队伍以及其他官方授权比赛中产生的优胜队伍参加。夏季赛季前赛四强晋级到夏季赛常规赛阶段，与春节赛8支季后赛战队展开角逐，前八名晋级系列赛的季后赛，末尾两名进入次年春季季前赛。春夏赛结束后，官方将根据各支入围春夏季后赛的战队的年度总决赛积分进行排名，前八名获得年度总决赛参赛资格，角逐2017OWPS年度总冠军。年度总决赛四强战队将参与2017守望先锋泛亚太超级锦标赛，直至产生锦标赛冠军。[1]

## 参赛战队
- MY（2016年9月成立，2017年11月28日解散[2]）
- LGD
- 1246（2017年12月15日解散[3]）
- VG
- FTD（2017年11月6日解散[4]）
- Lucky Future
- MT1
- LGE
- iG.ICE（2017年9月8日解散[5]）
- iG Fire（2017年9月8日解散[5]）
- LTG
- NGA.S（2016年7月成立[6]，2017年9月17日解散[7]）
- DawnRaid Long
- BAW
- SV
- Newbee
- SLG
- Royal
- NGA.T（2016年7月成立[6]，2017年9月17日解散[7]）
- NGA（2016年7月成立[6]，2017年9月17日解散[7]）
- JHGRED
- WNV
- EHOME
- MYTH
- LYB
- SKG
- DawnRaid
- Black-Ananas
- LLG
- CC
- JHG
- OMG（2017年12月1日解散[8]）
- Celestial